# Baumerlenbach
Baumerlenbach ist ein Dorf in Hohenlohe, das seit 1973 zur baden-württembergischen Stadt Öhringen gehört.

## Geographie
Baumerlenbach liegt auf der Hohenloher Ebene etwa einen halben Kilometer südlich des Kochertals und etwa anderthalb Kilometer westlich des Tals der unteren Ohrn am Erlenbach, der nach weniger als einem Kilometer Nordwestlauf, unterhalb des Dorfes durch eine Waldklinge, von links in den Kocher mündet. Das Dorf selbst liegt auf Höhen zwischen ungefähr 230 und 260 m ü. NHN in der flachen oberen Talmulde des Baches und auf deren rechtem Hang. In Bachrichtung durchzieht es die Kreisstraße 2333 von der Landstraße 1080 im Südosten, die dann durch den Klingeneinschnitt zum Fluss und nach Möglingen auf dessen rechtem Ufer absteigt. In der Dorfmitte stößt auf sie, von Südwesten von derselben Landesstraße her, die Kreisstraße 2334, die kurz nach Übertritt auf Gemeindemarkung ein Segelfluggelände passiert. An deren südlicher Grenze liegen zwei einzeln stehende zugehörige Höfe mit Namen Zuckmantel und Lindich. Am linken Hang der Bachklinge wurde früher Muschelkalk gebrochen, heute dient der alte Steinbruch als Deponie.

## Geschichte
Erstmals urkundlich erwähnt wurde der Ort als Alirinbach im Jahr 788 in einer Urkunde des Klosters Lorsch anlässlich einer Schenkung. Eine weitere Schenkung in Erlinbach an das Kloster Lorsch erfolgte 860. Der Öhringer Stiftungsbrief von 1037 führt die Pfarrei und neun Huben im Ort zu den Stiftungen des Regensburger Bischofs Gebhard an das Stift Öhringen auf. Der restliche Besitz am Ort wurde später wohl als Lehen des Hochstifts Regensburg an die Herren von Berlichingen und die Herren von Neudeck vergeben. Über Verkäufe der Neudecker und der Tumyng kamen sieben Zwölftel des Ortes an Hohenlohe, während fünf Zwölftel im Besitz des Inneren Hauses der Herren von Berlichingen blieben. Hochgericht, Geleit und Zoll lagen vollständig bei Hohenlohe. Bei der hohenlohischen Teilung 1553 kam der Besitz in Baumerlenbach an die Linie Hohenlohe-Neuenstein und zum Amt Beutingen (später: Amt Michelbach).
Der Ortsname wandelte sich im 14. Jahrhundert zur Unterscheidung gegenüber gleichnamigen Orten von Erlebach zu Beumen Erlbach (1341) und spätestens 1449 zu Baumerlenbach.
Im Zuge der Neuordnung des deutschen Südwestens im frühen 19. Jahrhundert kam der berlichingsche Ortsteil 1803, der hohenlohische 1806 an Württemberg, woraufhin der Ort zur selbstständigen Gemeinde innerhalb des Oberamts Öhringen wurde.
Am 31. Dezember 1972 wurde Baumerlenbach nach Öhringen eingemeindet.

## Sehenswürdigkeiten
- Die Evangelische Kirche Baumerlenbach gilt als älteste Kirche des Hohenlohekreises. Sie wurde bereits 887 erwähnt und zählte 1037 zur Ausstattung des Stifts Öhringen, das mehrere Jahrhunderte das Patronatsrecht besaß, bevor dieses im Zuge der Reformation im 16. Jahrhundert an das Haus Hohenlohe kam. Ihre heutige Form erhielt die Kirche durch Umbau im Jahr 1732. Die Kirche hat im Inneren bedeutende historische Ausstattungsteile.
- Am Ort sind außerdem verschiedene historische landwirtschaftliche Anwesen erhalten.